# أبو أنس (مهند)
خالد يوسف محمد العميرات المعروف باسم مهند أو أبو أنس ( 1969م - 11 أبريل 2011م).ولد خالد يوسف محمد العميرات عام 1969 في مدينة الزرقاء 30 كم شرق العاصمة الأردنية عمان . التحق بتاريخ 1 تموز 1987 بالخدمة العسكرية في سلاح الجو الأردني في قسم الكمبيوتر في مقر القوات الجوية. ومع ذلك، فبعض المصادر تُشير إلى أنه سعودي الجنسية، إلا أن السلطات الروسية، وعلى الرغم من إشارة بعض وسائل الإعلام إلى أن مهند شخصية مختلفة عن العميرات، إلا أنها أكدت أنه أردني. وهو ما نقلته وسائل الإعلام الأردنية مؤكدة ذلك.

## حياته
بويع أميرًا للمجاهدين العرب في الشيشان في 26 نوفمبر 2005م بعد وفاة الأمير الثالث أبو حفص الأردني.
قاتل مهند في صفوف المجاهدين العرب في الشيشان منذ عهد أميرها الأول خطاب، وفي أكتوبر 2006م جعله الرئيس الشيشاني دوكو عمروف أحد نوابه. وفي فبراير 2008م أعلنت وزارة الداخلية الروسية أن مهند قتل خلال عملية تفتيش بالقرب من قرية آرشتي في إنغوشيا، فظهر مع دوكو عمروف في وقت لاحق على فيديو لدحض تصريحات وفاته، ووصفها بأنها أكاذيب ودعاية. إلا أنه في أغسطس 2010م دبّ خلاف بينه وبين دوكو عمروف، أدى إلى انقسام في صفوف المجاهدين.

## وفاته
في 11 أبريل 2011م قتل مهند في عملية تمشيط روسية لمنطقة الجبال الشيشانية. وفي 22 أبريل عرض التلفزيون الروسي صور جثته لتأكيد الخبر.